# Elisabeth von Bayern (1361–1382)
Elisabeth von Bayern (* 1361; † 17. Januar 1382 in Mailand), die einzige Tochter Herzog Friedrichs von Bayern aus seiner ersten Ehe mit Anna von Neuffen, war die Ehefrau Marco Viscontis, des Herrn von Parma.

## Leben
Als sich die bayerischen Herzöge 1365 mit dem Mailänder Stadtherrn Bernabò Visconti verbündeten, wurde dieses Bündnis durch eine Doppelverlobung besiegelt: Am 12. August 1365 verlobten sich in Mailand Bernabòs Sohn Marco und die vierjährige Elisabeth sowie Marcos ältere Schwester Taddea und Elisabeths Onkel Stephan. Die weiteren Verhandlungen zwischen Wittelsbachern und Visconti sind in neun Urkunden aus den Jahren 1366 und 1367 dokumentiert. Im Oktober 1366 klärte eine bayerische Gesandtschaft in Mailand noch offene Fragen, im November schickte Bernabò zum Vertragsabschluss bevollmächtigte Gesandte nach Bayern, die auch die Zustimmung der Habsburger einholten, im Januar 1367 wurde Elisabeths Heiratsgut im Wert von 45.000 Gulden übergeben und im Februar ihr Witwengut festgeschrieben. Im April 1367 wurde schließlich in Mailand auch Taddeas Mitgift übereignet, die stattliche 100.000 Gulden betrug.
Wann Elisabeth selbst nach Mailand kam und zu welchem Zeitpunkt schließlich ihre Hochzeit mit Marco Visconti stattfand, ist unklar. Möglicherweise reiste sie bereits im Sommer 1367 nach Lausanne und dann in Begleitung ihres Schwiegervaters weiter nach Mailand. Gesichert ist nur, dass Elisabeth und Marco bereits einige Zeit verheiratet waren, als dieser am 3. Januar 1382 in Mailand starb. Elisabeth folgte ihm zwei Wochen später und wurde wie ihr Ehemann in Mailand begraben. Taddea Visconti, die Herzog Stephan die Kinder Ludwig und Elisabeth geschenkt hatte, war schon im Jahr zuvor gestorben. Die Verbindung zwischen Wittelsbachern und Visconti blieb aber bestehen, Elisabeths Vater Friedrich hatte am 2. September 1381 in zweiter Ehe Marcos jüngere Schwester Maddalena geheiratet.